# Caserío Isuntza Bekoa
El caserío Isuntza Bekoa situado en el municipio de Bérriz (Provincia de Vizcaya, España) es un caserío originario de mediados del siglo XVI, que fue ampliado con adición de una crujía delantera en el siglo XVIII (año 1723). En el siglo XIX se le añadió un cuerpo anejo con cubierta independiente.
Está emplazado en la cuenca del arroyo San Kristobal de Berriz sobre una plataforma entre las cotas 150 y 155, en las coordenadas 532.823,00-4.780.302,00.

## Descripción
Caserío a dos aguas con cumbrera orientada Norte-Sur, desplazada unos 10 grados hacia el Este, unifamiliar, 
Es de planta rectangular de 20,00 m de ancho y 18,00 m de fondo, con cuerpos adosados a ambos lados de la fachada principal -el derecho cubierto bajo la prolongación del faldón derecho de la cubierta y el izquierdo con volumen y cubierta independientes hoy destinado a vivienda-, resultando un frente de fachada Sur conjunto de unos 32 metros.
El cuerpo adosado de la parte izquierda es de planta rectangular de 10,50 metros de ancho y 8,00 metros de fondo, de los cuales siete metros avanzan sobre la fachada principal. La cumbrera de este anejo es paralela a la del edificio principal. Además de los adosados anteriores, presenta otro pequeño cuerpo adosado a la esquina derecha de la fachada Este, en continuidad con ella, de 2,00 x 2,00 m, con función de letrina. Todos los muros están construidos con mampostería de piedra con inclusión de cadenas de sillares en las esquinas.
La fachada Oeste, frente al camino rural de acceso, queda integrada en la pendiente natural del terreno, únicamente presenta dos pequeños huecos de ventana ubicados en planta primera, uno de los cuales corresponde a la fachada oeste del cuerpo adosado con cubrición independiente.
La fachada de orientación Sur es el frente principal del edificio, en el cual se aloja un soportal de forma rectangular, enlosado con regulares losas de piedra, al cual se accede bajo un amplio acceso adintelado constituido por una viga apoyada en sus extremos sobre enjarjes de piedra en los muros laterales y, en su centro, apeada sobre una columna de orden toscano, hoy con el fuste recubierto de mortero consolidante. A la columna le quedan visibles la basa y la coronación del fuste-en el que aparece grabada la fecha de 1723- y el capitel rematado con un equino y un ábaco añadidos sobre el orden toscano.
Encima del acceso adintelado, la construcción del cerramiento Sur está resuelta incluyendo un entramado central emplazado entre los muros de piedra, retrasado unos 30 cm sobre los muros, y conformado mediante pies derechos, peanas, cabeceras, carreras y tornapuntas de rigidización. En el entramado se insertan rellenos de fábrica de ladrillo macizo y mortero de yeso. Todos los maderos de ese entramado están forrados con ladrillos cosidos a los maderos mediante clavos de doble ala en solución constructiva enrasada con los paños de relleno de fábrica de ladrillo. A la derecha del acceso adintelado y en planta baja, este frente Sur presenta dos vanos de ventana recercados en piedra sillar y una puerta que permite el acceso al cuerpo adosado bajo la cubierta principal.
Por su parte, el anejo izquierdo no presenta en fachada Oeste ningún hueco a la altura de la planta baja aunque ese anejo sí presenta en el frente Este una puerta de acceso recercada de piedra sillar.
En planta primera, sobre el dintel, en esa fachada de orientación Sur, se ubican dentro del entramado y simétricamente respecto al eje que desciende de la cubierta, dos huecos de ventana y, emplazados en los muros de piedra laterales, dos huecos de ventana más, algo más pequeños y recercados en piedra sillar. Por su parte, el tramo de fachada correspondiente al anejo izquierdo presenta a esa altura un hueco de ventana en el frente Sur y, en el frente Este, dos huecos más, uno de ellos antepechado. A la altura de la planta bajo-cubierta, introducidas dentro del cerramiento de ladrillo se manifiestan dos características filas de pequeños huecos palomares triangulares de ventilación.
En la fachada de orientación Este, en el cuerpo del anejo ubicado en la parte izquierda, se abren dos huecos de ventana. Además, sobre el muro principal del caserío se manifiestan cuatro ventanas más y, en el cuerpo anejo emplazado en el extremo derecho, una puerta alojada en un grueso marco de madera y con acceso mediante dos peldaños de piedra.
En la fachada Norte, o trasera, el edificio presenta los siguientes huecos: en planta baja, dos huecos de ventana con alféizar resaltado y dos pequeñas saeteras; y en la planta primera presenta un acceso directo al pajar, recercado en piedra sillar y otra pequeña ventana también recercada con piedra sillar.
La estructura interior del edificio se resuelve con muros de carga y postes enterizos ordenados en cuatro crujías longitudinales y cuatro transversales. Uno de los postes enterizos corresponde a una bernia de lagar de palanca. Los postes se unen con vigas mediante uniones de cajas de espiga, reforzadas a veces con tornapuntas de caja y espiga, definiendo un entramado estructural sobre el que apoyan los forjados de las entreplantas de madera, así como las correas, los cabrios y el enlatado y la cubrición de teja árabe de la cubierta.
La ordenación funcional de la planta se resuelve desde el espacio del soportal, mediante dos puertas: la de la izquierda sirve de acceso a la cuadra y la de la derecha permite el acceso a la vivienda. En la vivienda, un vestíbulo enlosado que en origen sirvió a la antigua cocina de fuego central, sirve de paso a la actual cocina y a un tramo de escalera que, a su vez, sirve de acceso a la planta primera.